# Бериксы
Бериксы (лат. Beryx) — род морских лучепёрых рыб из семейства бериксовых. Они красноватого цвета и несколько напоминают рыб-солдат (Myripristinae). Длина тела от 30 (Beryx mollis) до 100 (Beryx decadactylus) см. Максимальный зарегистрированный возраст 69 лет (Beryx decadactylus). Встречаются во всех океанах от умеренных до тропических вод. Живут на глубинах от 25 до 1300 м. Батидемерсальные рыбы. Они безвредны для человека, считаются видами вне опасности, Beryx decadactylus и Beryx splendens являются объектами коммерческого промысла.

## Виды
На июль 2024 в род включаются 3 ныне живущих вида:
- Beryx decadactylus — Высокотелый берикс, или красный беркс
- Beryx mollis
- Beryx splendens — Низкотелый берикс

## Галерея

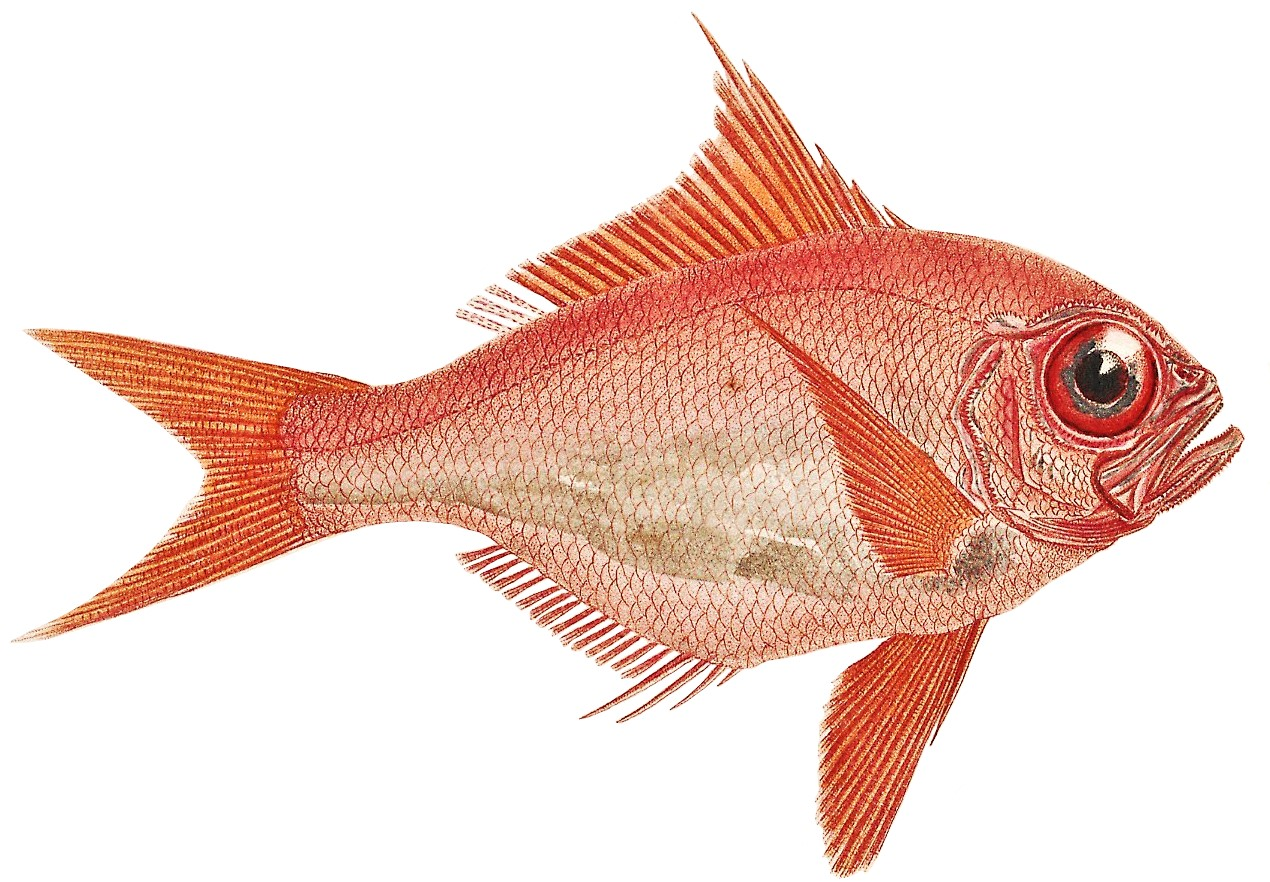
Высокотелый берикс
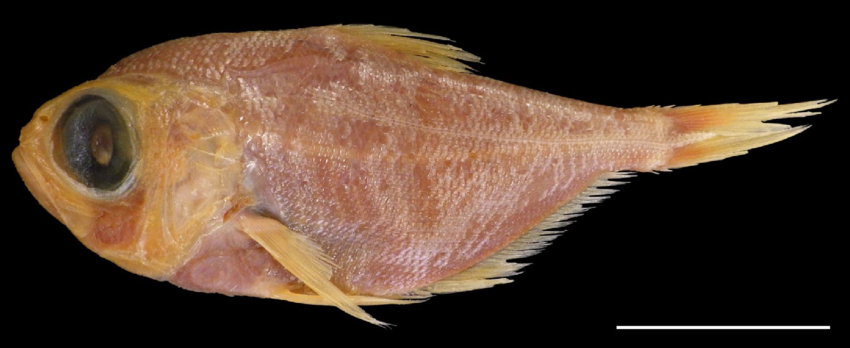
Beryx mollis